# Magnetstreifen

Magnetstreifen einer Kreditkarte mit einer grünen (1) markiert

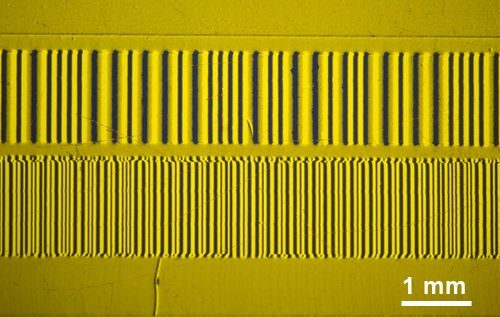
magnetooptische Aufnahme der magnetischen Struktur eines Magnetstreifens auf einer Debitkarte

Ein Magnetstreifen ist ein Streifen, der mit einem magnetischen Metalloxid überzogen ist.
Üblicherweise befindet sich ein Magnetstreifen auf der Rückseite einer Karte (z. B. Debit- oder Kreditkarte), deren Daten elektronisch durch einen Durchzugleser ausgelesen werden sollen.

## Technik
Für Magnetstreifen gibt es zwei Varianten, die sich in der magnetischen Flussdichte unterscheiden, mit der sie beschrieben werden können:
1. LoCo (Low Coercivity): 30 mT (Standard, durch äußere Magnetfeldeinwirkungen können Daten gelöscht werden)
2. HiCo (High Coercivity): 275 bis 400 mT (versehentliches Löschen nahezu ausgeschlossen, nicht mit handelsüblichen Magnetköpfen änderbar)

Zum Vergleich: Das Erdmagnetfeld ist in Deutschland ca. 0,05 mT stark.

## Aufbau
Üblich ist der Aufbau des Magnetstreifens nach der ISO-Norm ISO 7810. Danach verfügt der Magnetstreifen über eine Speicherkapazität von ca. 1024 Bit auf drei Spuren:
- Spur 1: 76 Nutzzeichen (alphanumerisch, 7 Bit/Zeichen, nur Lesen)
- Spur 2: 37 Nutzzeichen (numerisch, 5 Bit/Zeichen, nur Lesen)
- Spur 3: 104 Nutzzeichen (numerisch, 5 Bit/Zeichen, Lesen und Schreiben).

## Magnetkartenlesegeräte
Lesegeräte kann man für einfache Anwendungen, ähnlich den Barcodelesegeräten, in eine PC-Tastatur einschleifen und so die Daten auslesen. Als Codierung (Methode zum Einspeichern) ist Biphase-Mark-Code (aka two-frequency coherent phase) gewählt worden. Ein „normales“ Beschreiben mit Nullen und Einsen ist nicht möglich, da eine Magnetisierung beim Beschreiben nur durch Pegelwechsel, nicht aber durch konstante Pegel erfolgt. Zusätzlich muss ein „Durchziehen“ mit variablen Geschwindigkeiten möglich sein.
Es gibt sowohl "Durchzugslesegeräte", bei denen die magnetische Codierung ausgelesen wird, als auch "Platzlesegeräte", bei denen das magnetische Feld ausgelesen wird.

## Anwendung
Magnetstreifenkarten dienen in Kombination mit PIN der automatischen Identifikation von autorisierten Personen. Zusätzlich können ergänzende Daten auf die Karte geschrieben werden, z. B. Fehleingaben, die später ausgelesen werden.
Ursprünglich wurden die Magnetstreifenkarten für die Verwendung im Bankwesen entwickelt. Auf Grund der mangelnden Sicherheit hat sich das Verwendungsgebiet inzwischen jedoch stark geändert. Magnetkarten sind heute vorwiegend im Einsatz:
- bei Einlasskontrollen von Konzerten
- in Hotels als Schlüsselkarte
- in Parkhäusern
- bei Firmen zur Arbeitszeiterfassung
- als Kundenkarte/Bonuskarte
- als Gutscheinkarte
- als Kombination mit eingebauten Chips (Krankenkassenkarte, Bankkarte).

Ein Vorteil der Magnetstreifenkarte gegenüber der Chipkarte ist die billigere Herstellung. So ist die Anwendung nicht auf die mehrmalige Nutzung beschränkt, sondern auch für die einmalige Nutzung (dann mit Papier als Träger) praktikabel. So kann die Magnetstreifenkarte in Parkhäusern, Schwimmbädern usw. verwendet werden.

### PIN-Speicherung
Die PIN einer Debitkarte wird nicht mehr auf dem Magnetstreifen gespeichert. Früher befand sich die PIN als Hash-Wert aus Kontonummer, Bankleitzahl, einer Kontofolgenummer und einem geheimen PIN derivation key auf der Karte, sodass die richtige PIN bei jeder Transaktion im Geldautomaten berechnet und mit der eingegebenen PIN verglichen wurde.
Heute wird die PIN nicht mehr im Geldautomaten verglichen, sondern kryptografisch gesichert und bei jeder Transaktion zum verbundenen Rechenzentrum übertragen. Dort wird die PIN bzw. ihre Kontrolldaten geprüft. Dies geschieht u. a. mit Hilfe der o. g. PIN derivation keys oder genauer PIN verify keys. Eine Prüfung im Geldautomaten, also offline und ohne Rechenzentrum, ist nicht mehr zulässig, da diese Schlüssel nicht mehr auf den Automaten gespeichert werden dürfen.

## Geschichte
Magnetstreifen wurden Anfang der 1970er Jahre auch auf Magnetkontenkarten aufgebracht. Diese Kontenkarten wurden mit speziellen Buchhaltungsautomaten verwendet, den Magnetkonten-Computern. Auf einem Magnetstreifen auf der Rückseite der Magnetkontokarte wurden die Daten der letzten Buchung gespeichert, auf der Vorderseite standen gedruckt alle Buchungen im Klartext.
Mastercard als einer der großen internationalen Kartenherausgeber hat 2021 angekündigt, den Magnetstreifen auslaufen zu lassen und spätestens 2033 komplett darauf zu verzichten.